# Becker-Franck-Stiftung
Die Becker-Franck-Stiftung ist eine unselbständige Stiftung, deren Vermögen von der Stadt Heilbronn verwaltet wird. Stiftungszweck ist der Bau und Unterhalt von Kindergärten.
Die Stiftung wurde 1973 in einem Erbvertrag der Geschwister Elisabeth und Marianne Becker errichtet und konstituierte sich 1982. Mit ihrem Stiftungsvermögen von etwa 10 Mio. € unterhält die Stiftung zwei Kindergärten in der Staufenbergstraße in Heilbronn-Sontheim und im Badener Hof. Zudem gehört der Stiftung das Gebäude Kaiserstraße 34.
Der Vorsitz im Stiftungsrat wechselt im Turnus von drei Jahren zwischen dem Oberbürgermeister der Stadt Heilbronn und einem Stiftungsratsmitglied.